# CSX運輸
CSX運輸公司（英語：CSX Transportation，报告代码：CSXT）是美國東部地區及加拿大安大略省和魁北克省的主要鐵路貨運公司之一，是财富美国500强企业CSX公司的核心子公司，也是北美洲六大一級貨運鐵路公司之一，其營運里程約2.1萬英里（約3.4萬公里），總部位於佛羅里達州傑克遜維爾。
CSX运输的铁路网络覆盖密西西比河以东大部分州份、华盛顿哥伦比亚特区以及加拿大安大略省和魁北克省。这一庞大的网络将关键人口中心与70多个海洋、河流和湖泊港口连接起来，包括大西洋和墨西哥湾沿岸、密西西比河、五大湖以及圣劳伦斯海道。此外，CSX运输还与230多家短线铁路和区域铁路公司合作，为数千家生产和分销设施提供运输服务，成为供应链中的重要一环。
CSX运输的历史可以追溯到1980年11月1日，当时两大东部铁路巨头——切西系统和海岸沿海线工业合并成立了CSX公司。切西系统的前身包括美国历史上第一条公共铁路——巴尔的摩与俄亥俄铁路、切萨皮克与俄亥俄铁路以及西马里兰铁路，而海岸沿海线工业旗下的海岸系统铁路，则整合了原来的大西洋海岸线铁路、海岸航空线铁路以及路易斯维尔和纳什维尔铁路等多家铁路公司。1986年7月1日，海岸系统铁路正式更名为CSX运输公司。随后在1987年，巴尔的摩与俄亥俄铁路并入切萨皮克与俄亥俄铁路；同年9月2日，后者也被整合到CSX运输公司，完成了铁路网络的全面整合。
1999年，CSX运输公司与竞争对手诺福克南方铁路合资收购了联合铁路公司（Conrail）的大部分资产，进一步扩大了其在美国东部的市场份额。2022年，CSX运输又收购了泛美铁路（Pan Am Railways），将其业务范围扩展至新英格兰北部地区，增强了在美国东北部的运输能力。如今，CSX运输与诺福克南方铁路共同主导着美国东部横贯大陆的货运铁路市场，形成双头垄断格局。

## 书目
- Solomon, Brian (2005). CSX. Saint Paul, MN: MBI Publishing Co. ISBN 978-0-7603-1796-9. OCLC 57641636.

## 外部連結
- CSX official website** （页面存档备份，存于）
- CSX History（页面存档备份，存于）
- CSX Dispatcher code cross-reference table（页面存档备份，存于）